# Cours des aides
Le Cours des aides (lett. "Corti di aiuto") erano una delle assemblee sovrane esistenti durante l'Ancien Régime in Francia. La loro funzione era quella di esprimersi relativamente a scelte di finanza straordinaria (in materia fiscale) e ordinaria (cosiddetta "domaniale"). La loro opinione veniva quindi riportata alla chambre du Trésor (tesoreria).

## Competenze delle Cours des aides

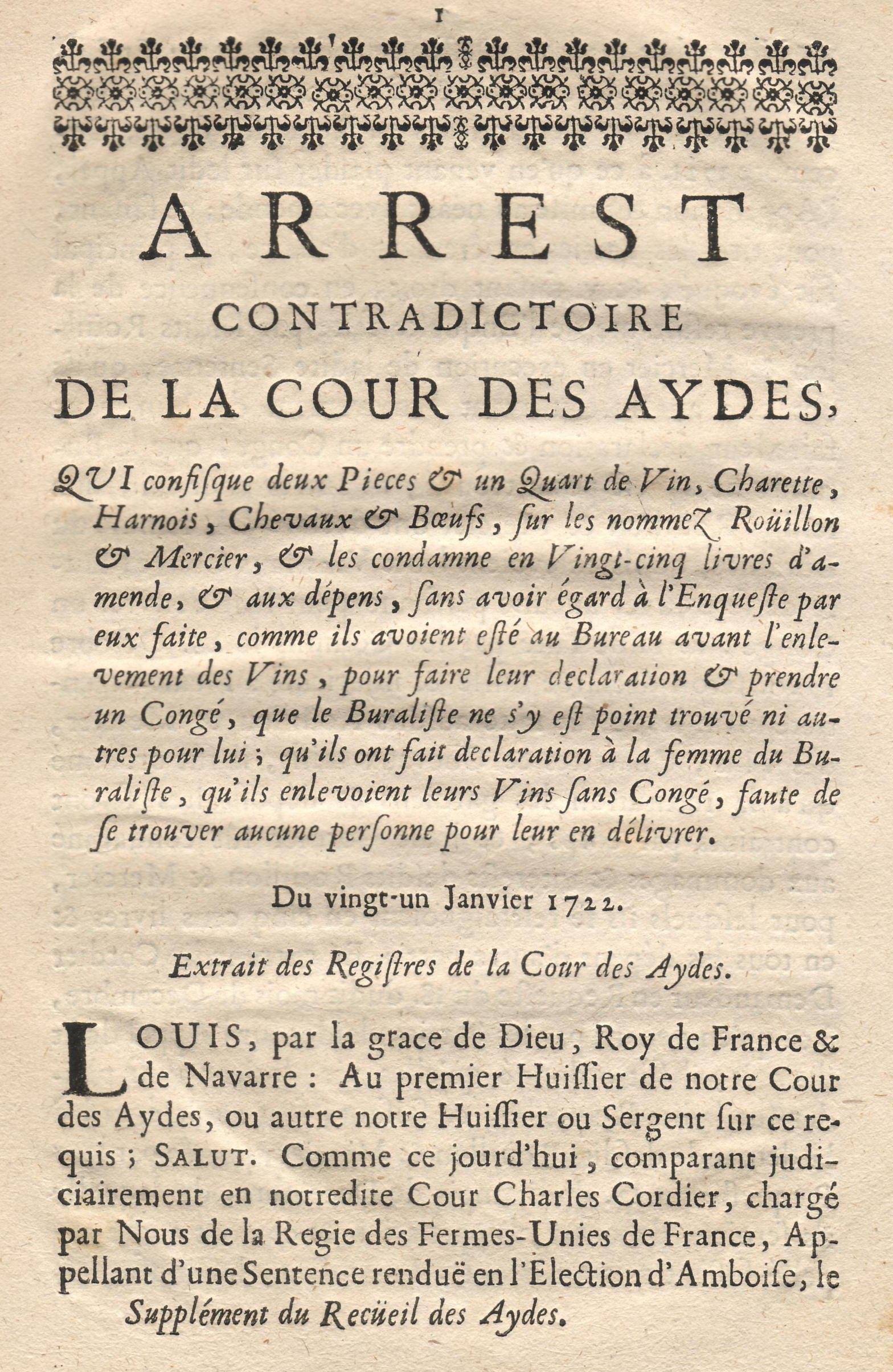
Sentenza della Cours des aides su un permesso per un trasporto di vino ad Amboise (Luigi XV)

Le Cours des aides giudicavano in appello, senza eccezioni o obiezioni (su crediti e passività del stato soprattutto), sulle decisioni dei tribunali speciali di prima istanza competenti per affari fiscali (elezioni, giudici delle bollette, magazzini del sale, uffici delle finanze).
Tuttavia, le tasse più recenti, istituite con la sola autorità dei Sovrani di Francia: (capitazione, decima, vingtième) sfuggivano alla loro autorità, suscitando da parte loro forti rimostranze, particolarmente quelle della Cours des aides di Montauban.

Le Cours des aides giudicavano ugualmente sui privilegi fiscali, incluso quindi la validità dei titoli di nobiltà.

In materia di diritto penale giudicavano su crimini e delitti in violazione delle leggi fiscali, sulla repressione del contrabbando o sugli abusi commessi dai fattori (possidenti delle aziende agricole).

Sul piano amministrativo, partecipavano alla ripartizione della taille.

Sul piano politico, procedevano alla verifica delle leggi fiscali e finanziarie con droit de remontrance. 
La Cour des aides di Parigi si distingue particolarmente in questo.

## La Cour des aides di Parigi
La Cour des aides di Paris è stata creata con un'ordinanza del 1389, e la sua esistenza si è stabilizzato nel 1426, sulla scia delle nuove tasse imposte durante la Guerra dei cent'anni. Il primo Cour des aides provinciale, quello della Languedoc, è istituito nel 1437; dapprima itinerante, in seguito si insedia a Montpellier. 
Gli ultimi istituiti sono quelli di Montferrand(1557), Bordeaux (1659) e Montauban (1661). 
Gli ufficiali finanziari della Cour des aides di Parigi ricevono la nobiltà di primo grado nel 1645.
Vedere l'affaire Monnerat, opponente la Cour des aides di Paris, presieduta da Malesherbes e Jacques Charpentier de Boisgibault, al cancelliere René Nicolas de Maupeou alla fine del 1760.

## Le Cours des aides provinciali
Tredici Cours des aides saranno così costituite: nove di loro riunite sotto una Camera dei conti (Aix, Montpellier, Rouen), sotto un Parlamento (Besançon, Grenoble, Metz, Pau, Rennes), una (Digione) sarà riunita successivamente nella Chambre des comptes e poi al Parlamento, le altre quattro esistevano autonome (Paris, Clermont-Ferrand, Bordeaux, Montauban) perché era sembrato imprudente riunirle a dei Parlements in ribellione contro il potere reale.
In alcune province (Fiandre francesi, Artois), non ci sono mai state Cours des aides; i contenziosi fiscali riguardavano i tribunali sovrani di diritto comune.